# H. B. Irving
Henry Brodrip „Harry“ Irving (* 5. August 1870 in London; † 17. Oktober 1919 ebenda) war ein englischer Schauspieler, Theatermanager und Autor. Er war der Vater des Bühnenbildners und Illustrators Laurence Irving und der Schauspielerin Elizabeth Irving.

## Leben
Der Sohn des Schauspielers und Theatermanagers Sir Henry Irving studierte Jura an der Oxford University. Er trat dort in verschiedenen Studentenaufführungen auf und beschloss nach dem Studium, Schauspieler zu werden. Er wurde Mitglied in der Schauspielkompagnie seines Vaters und nahm, um sich von diesem zu unterscheiden, den Bühnennamen H. B. Irving an. 1896 heiratete er die Schauspielerin Dorothea Baird.
1898 ging er zu George Alexander an das St James's Theatre und spielte dort in 52 Aufführungen den Don Juan in William Shakespeares Viel Lärm um nichts. Unter dem Pseudonym John Oliver Hobbes trat er in Pearl Mary Teresa Craigies Stück The Ambassador auf. Mit seiner Frau stand er 1900 mehr als 150 Mal in Herbert Beerbohm Trees Inszenierung von Shakespeares Ein Sommernachtstraum auf der Bühne des Her Majesty's Theatres. Oscar Wilde bescheinigte Irving, „mit seiner ungewöhnlichen Macht ... zu phantasievoller und geistesstarker Schöpfung“ habe er das Publikum erzogen und in ihm Geschmack und Empfänglichkeit entwickelt, indem er sich nach seinen eigenen Ansprüchen selbst verwirklichte und vervollkommnete.
Im Jahr 1904 spielte er erstmals den Hamlet in einer Inszenierung am Royal Adelphi Theatre mit Oscar Asche als Claudius, Walter Hampden als Leartes und Lily Brayton als Ophelia. Nach dem Tod seines Vaters gründete er mit seiner Frau eine eigene Theaterkompagnie, mit der er durch England zog und neben dem Hamlet Stücke wie Charles I, The Bells und The Lyons Mail (1919 mit ihm in der Regie von Fred Paul verfilmt) gab. Anfang 1910 führte er am Londoner Queens Theatre eine Bühnenfassung von Robert Louis Stevensons Erzählung Strange Case of Dr. Jekyll and Mr. Hyde auf.
1911 unternahm er mit seiner Frau und seiner Londoner Kompagnie eine erfolgreiche Tournee durch Australien, die von James Cassius Williamson gemanagt wurde. 1913 zog sich seine Frau von der Bühne zurück, während Irving weiterhin auftrat, so 1914 mit Basil Rathbone in The Sin of David am Savoy Theatre. Während des Ersten Weltkrieges gab er die Schauspielerei auf und verfasste ein Buch, das sein größter Erfolg wurde: Book of Remarkable Criminals, in dem er Leben, Motive und Verbrechen berühmter Mörder nachzeichnete.